# Тирана (баскетбольный клуб)
«Тира́на» (алб. Klubi i Basketbollit Tirana) — албанский баскетбольный клуб из одноимённого города. Клуб 18 раз становился чемпионом страны, в настоящее время выступает в Лиге А.

## История
Спортивный клуб «Тирана» был основан в 1920 году под названием «Агими», название «Тирана» клуб получил в 1927 году.
После окончания Второй мировой войны «Тирана» была переименована в «17 Нентори» (алб. 17 Nëntori, в переводе с албанского — 17 ноября, в этот день в 1944 году Тирана была освобождена от немецко-фашистской оккупации), под этим названием клуб выиграл первый розыгрыш чемпионата Албании. «17 Нентори» не был самым успешным клубом в социалистической Албании: многие сильные игроки были вынуждены уходить из команды в «Партизани» или «Динамо» (ведомственные клубы Министерства обороны и Министерства внутренних дел соответственно). Этот факт компенсировался большей, чем у конкурентов, поддержкой болельщиков.
В 1991 году, как и одноимённый футбольный клуб, «17 Нентори» вновь сменил название на «Тирана».
В сезоне 2011/12 «Тирана» в 18-й раз стала чемпионом Албании, одолев в финальной серии из трёх игр в Дурресе клуб «Камза Баскет».

## Достижения
- Чемпион Албании (20)[2]: 1946, 1948, 1949, 1950, 1957, 1961, 1962, 1963, 1965, 1970/71, 1998/99, 2000/01, 2001/02, 2007/08, 2008/09, 2009/10, 2010/11, 2011/12, 2016/17, 2017/18
- Обладатель Кубка Албании (15)[4]: 1961, 1962, 1963, 1969, 1971, 1973, 1977, 1988, 2000, 2001, 2002, 2007, 2008, 2009, 2011